# Thomas Milton Weatherald
Pour les articles homonymes, voir Weatherald.
Thomas Milton "Tom" Weatherald (14 août 1937-23 juillet 2019) est un fermier et un homme politique provincial canadien de la Saskatchewan. Il représente la circonscription de Cannington à titre de député du Parti libéral de la Saskatchewan de 1964 à 1975.

## Biographie
Né à Wawota en Saskatchewan, Weatherald est le fils de Lyle V. Weatherald et de Mary Ann Milton. Étudiant à l'Université de la Saskatchewan, il épouse Cheryl Marjorie Jopling en 1969 In 1969, Weatherald married Cheryl Marjorie Jopling. He lived in Wawota.
Élu en 1964 et réélu en 1967 et 1971, il est défait par le progressiste-conservateur Eric Berntson dans la nouvelle circonscription de Souris-Cannington en 1975.
Intronisé au Saskatchewan Baseball Hall of Fame en 2007, il meurt à Regina en 2019.